# Кривачинцы
Кривачинцы (укр. Кривачинці) — село в Волочисском районе Хмельницкой области Украины.
Население по переписи 2001 года составляло 948 человек. Почтовый индекс — 31252. Телефонный код — 3845. Занимает площадь 2,87 км². Код КОАТУУ — 6820983701.

## Местный совет
31252, Хмельницкая обл., Волочисский р-н, с. Кривачинцы

## Уроженцы
- Григорий Яковлевич Яковин (Мительман) — советский историк-германист, деятель левой оппозиции 1920-х годов.